# NEWbank
NEWbank was een voornamelijk Nederlandse bank die is ontstaan nadat Europees Commissaris Neelie Kroes bij de fusie van Fortis en ABN AMRO, als voorwaarde stelde dat een aantal onderdelen van deze ondernemingen verkocht moesten worden uit oogpunt van de mededingingswetgeving. In 2007 werd de bank opgericht als New HBU II N.V. en ging in 2010 op in Deutsche Bank Nederland, een zelfstandig Nederlands dochterbedrijf dat in 2016 ophield te bestaan.

## Geschiedenis
Na de nationalisering van Fortis-ABN AMRO wilde de overheid de deal terugdraaien (mede daarom is er nooit toestemming verleend), Deutsche bank is hier echter niet mee akkoord gegaan. Anno 2009 is NEWbank geen onderdeel meer van Fortis-ABN Amro maar ook niet verkocht aan Deutsche bank. Hierdoor is ABN AMRO nog steeds eigenaar, maar concurreren de twee bedrijven wel met elkaar.
Op 16 januari 2009 maakte EU-commissaris Neelie Kroes bekend dat om aan haar oorspronkelijke eis te voldoen ook gekeken kan worden naar de verkoop van bepaalde Fortis-onderdelen. Dit zou betekenen dat het oorspronkelijke ABN-AMRO intact zou blijven en dat NEWbank alsnog onderdeel blijft van Fortis-ABN AMRO.
In juni meldde Deutsche Bank zich om NEWbank te kopen voor 709 miljoen euro, maar de benodigde toestemming van De Nederlandsche Bank liet op zicht wachten.
In april 2010 formaliseerde Deutsche Bank alsnog de verkoop van NEWbank en werd de naam veranderd in Deutsche Bank Nederland N.V.. In 2013 werden 18.000 Nederlandse voormalige NEWbank klanten de wacht aangezegd door Deutsche Bank. In juni 2016 leverde Deutsche Bank de Nederlandse bankvergunning in en werd Deutsche Bank Nederland met terugwerkende kracht per 1 januari 2016 geïncorpereerd in Deutsche Bank.

## Onderdelen
- 2 Corporate Clients-afdelingen, voor zakelijke klanten
- 13 advieskantoren
- de Hollandsche Bank-Unie
- de Nederlandse activiteiten van IFN Finance, een onderdeel dat zich specialiseert in financieringen voor zakelijke klanten.

De Corporate Clients-afdelingen en de 13 advieskantoren zijn voormalig ABN Amro kantoren.